# Milíčovice
Milíčovice är en ort i Tjeckien.   Den ligger i regionen Södra Mähren, i den sydöstra delen av landet, 170 km sydost om huvudstaden Prag. Milíčovice ligger 391 meter över havet och antalet invånare är 220.
Terrängen runt Milíčovice är lite kuperad, och sluttar österut.Runt Milíčovice är det ganska glesbefolkat, med 22 invånare per kvadratkilometer. Närmaste större samhälle är Znojmo, 9,4 km öster om Milíčovice. Trakten runt Milíčovice består till största delen av jordbruksmark.